# برايسون تيلير
برايسون دجوين تيلير ( Bryson Djuan tiller)  أو فقط برايسون تيلير(bryson tiller) هو مغني راب وكاتب أغاني أمريكي ولد في 2 يناير 1993 بلويفيل،كنتاكي (بالإنجليزية: Louisville, Kentucky).بدأ مشواره الفني سنة 2011 بإطلاقه لمجموعة من الأغاني جعلته معروفا في أواسط عالم الموسيقى في الولايات المتحدة ،تمكنت أغنيته (بالإنجليزية: don't) من الدخول للتصنيف الأمريكي للأغاني بيلبورد هوت 100 و في مركز متقدم باحتلاله للمركز 13 ،أصدر أول ألبوماته عام 2015 بعنوان (بالإنجليزية: trapsoul) الذي إحتل بدوره المركز الثامن في ترتيب الألبومات في الولايات المتحدة بيلبورد 200 أعقبه بعد ذلك بثاني ألبوماته و الذي حمل اسم (بالإنجليزية: true to self) و تمكن هذا الأخير من احتلال صدارة الألبومات الأمريكية .تمكن في سنة 2016 من نيل جائزة أفضل فنان جديد (بالإنجليزية: best new artist)و أفضل مغني بوب وموسيقى ريذم أند بلوز ذكوري (بالإنجليزية: best male R&B/pop artist) في حفل توزيع (بالإنجليزية: BET awards) .في سنة 2017 إشترك بأغنية (بالإنجليزية: wild thoughts) رفقة كل من الدي جي خالد و المغنية ريانا و حققت الأغنية نجاحا كبيرا باحتلالها للمركز الثاني في ترتيب أغاني بيلبورد هوت 100 .

## روابط خارجية
- برايسون تيلير على موقع ميوزك برينز (الإنجليزية)
- برايسون تيلير على موقع أول ميوزيك (الإنجليزية)
- برايسون تيلير على موقع ديسكوغز (الإنجليزية)